# Sárga szövődarázs
A sárga szövődarázs (Acantholyda hieroglyphica) a rovarok (Insecta) osztályába, a hártyásszárnyúak (Hymenoptera) rendjébe és a szövődarazsak (Pamphiliidae) családjába tartozó faj.

## Megjelenése

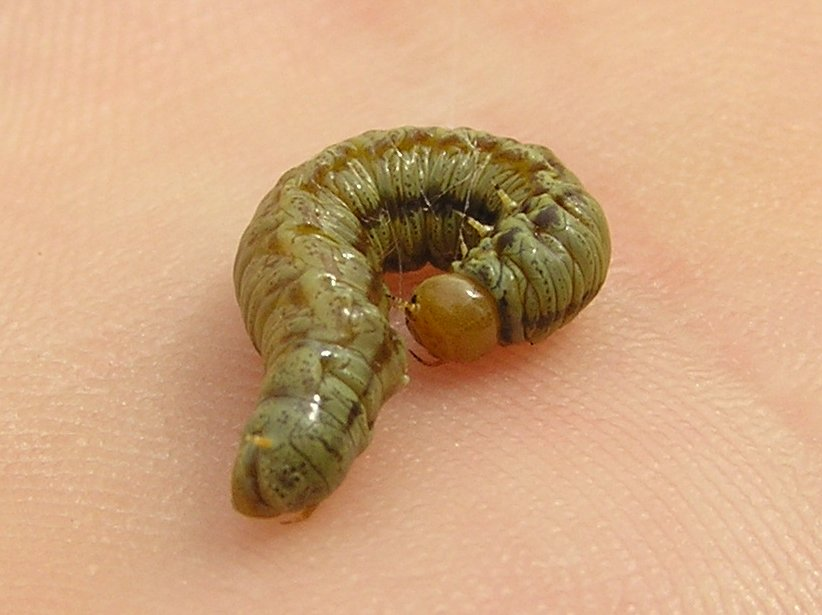
Lárvája

Az imágók hossza körülbelül 14-17 milliméter közé tehető. A fej fekete, sárga jegyekkel és pontozott felülettel, a szájrészek és a csápok sárgák. A tor fekete, fényes és pontozott, míg a potroh alapja és vége fekete, középső része pedig részben sárga. A szárnyak sötétsárgák, csúcsuk felé füstösek és ráncosak. A hímeknél a csápok alapi része fekete, amellyel elkülöníthető a nőstény egyedektől.
A lárvák, úgynevezett álhernyók, általában szürkészöldek, hosszuk 20-25 milliméter. A fej narancsbarna, sötét mintázatokkal, valamint a test sárgásbarna, sötétbarna csíkokkal a háti és oldalsó részeken.

## Életmódja
Leginkább fiatal fenyőültetvényekben fordul elő, és általában kis, elszigetelt populációkban él, viszont már díszkertekben is megtalálható. Szaporodását a meleg, száraz időjárás segíti. A kifejlett nőstények körülbelül 2-5 éves fiatal fenyőket keresnek, majd sárga petéiket egyesével rakják le a tűlevelek alsó oldalára, rendszerint a csúcshajtásoknál kezdve. Elsősorban az erdeifenyő legfőbb tápnövénye, de Spanyolországban és Lengyelországban a mandulafenyőn, Portugáliában pedig a tengerparti fenyőn is előfordul, valamint széles körben a csavarttűjű fenyőn is megjelenhet. A lárvák a fenyőleveleket fogyasztják, miközben egy saját maguk által készített sűrű szövedékcsőben rejtőznek, amelyen ürülékcsomókat alakítanak. Ősszel behúzódnak a földbe, gyakran a homokos talajba, ahol áttelelnek, majd a következő tavasszal bábozódnak be.

## Kártétele

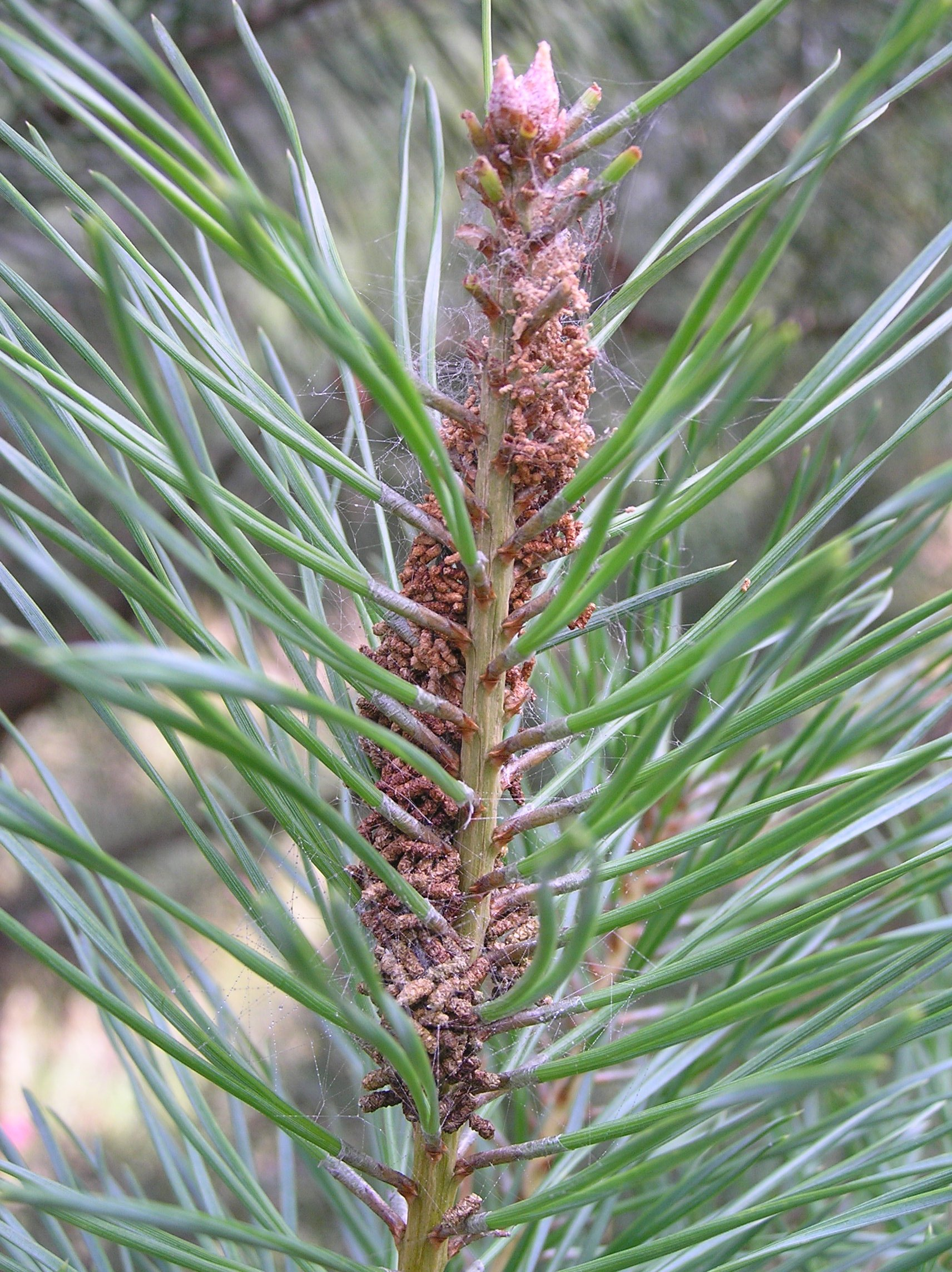
A lárva szövedékcsöve

A fiatal lárvák sűrű selyemszövedéket építenek az ágakon, amely védelmet nyújt számukra, miközben a tűlevelekkel táplálkoznak. Bár a növény nem pusztul el, az adott évben minden hajtása elhal. A fenyőfák évi hajtásaira a lárvák eleinte zöld, majd bebarnuló ürüléke kerül, amelyek halmokat alakítanak. Bár a lárva már júniusban megtelepszik az ágakon, jelenléte augusztusban válik feltűnőbbé, amikor nagyobb mennyiségű ürülék halmozódik fel a szövedéke körül.
Mivel tömeges elszaporodása ritka, és egy szövedékben általában csak egy lárva található, a védekezés legegyszerűbb módja a kézi eltávolítás és megsemmisítés. Ha viszont a növény olyan mértékben károsodott, hogy fennmaradása veszélybe kerül, ajánlott a felszívódó szeres permetezés.